# Roeien op de Olympische Zomerspelen 2012
Roeien is een van de sporten die beoefend werden tijdens de Olympische Zomerspelen 2012 in Londen. De wedstrijden vonden van 28 juli tot en met 4 augustus plaats op Dorney Lake, de roeibaan van het Eton College.

## Kwalificatie
In totaal mochten er maximaal 550 roeiers aan de wedstrijden deelnemen, 353 mannen en 197 vrouwen. Twee quotaplaatsen waren voorbehouden aan gastland Groot-Brittannië, voor het geval er geen Britten waren die zich hadden weten te kwalificeren. Vier quotaplaatsen werden vergeven door de olympische tripartitecommissie in samenwerking met de wereldroeibond FISA aan landen die geen quotaplaatsen in de wacht hadden gesleept. Ieder land mocht maximaal een boot per klasse afvaardigen en maximaal 20 vrouwen en 28 mannen afvaardigen. Belangrijkste kwalificatiewedstrijd was de WK roeien 2011 in Bled.
Mannen
Tijdens de wereldkampioenschappen behaalden de beste elf boten per klasse, de beste acht in de achten, een quotaplaats. Daarnaast werden quotaplaatsen vergeven tijdens continentale regatta's in Afrika, Azië en Latijns-Amerika. De resterende quotaplaatsen werden verdeeld tijdens een mondiaal kwalificatietoernooi.
Vrouwen
Tijdens de wereldkampioenschappen behaalden de beste negen boten in de skiff, de beste acht in de twee zonder, de dubbeltwee en de lichte dubbeltwee, de beste zeven in de dubbelvier en de beste vijf in de acht, een quotaplaats. Daarnaast werden quotaplaatsen vergeven tijdens continentale regatta's in Afrika, Azië en Latijns-Amerika. De resterende quotaplaatsen werden verdeeld tijdens een mondiaal kwalificatietoernooi.

## Programma
De wedstrijden beginnen elke dag om 10:30 (MEZT).
| S | Series | H | Herkansingen | KF | Kwartfinale | HF | Halve finale | Goud | Finale |

| Onderdeel              | Juli/Augustus | Juli/Augustus | Juli/Augustus | Juli/Augustus | Juli/Augustus | Juli/Augustus | Juli/Augustus | Juli/Augustus | Juli/Augustus |
| Onderdeel              | 28            | 29            | 30            | 31            | 1             | 2             | 3             | 4             | T             |
| ---------------------- | ------------- | ------------- | ------------- | ------------- | ------------- | ------------- | ------------- | ------------- | ------------- |
| Skiff (m)              | S             | H             |               | KF            | HF            |               | Goud          |               | 1             |
| Lichte dubbel-twee (m) |               | S             |               | H             |               | HF            |               | Goud          | 1             |
| Dubbel-twee (m)        | S             | H             |               | HF            |               | Goud          |               |               | 1             |
| Twee-zonder (m)        | S             |               | H             |               | HF            |               | Goud          |               | 1             |
| Dubbel-vier (m)        | S             |               | H             |               | HF            |               | Goud          |               | 1             |
| Lichte vier-zonder (m) | S             | H             |               | HF            |               | Goud          |               |               | 1             |
| Vier-zonder (m)        |               |               | S             | H             |               | HF            |               | Goud          | 1             |
| Acht (m)               | S             |               | H             |               | Goud          |               |               |               | 1             |
|                        |               |               |               |               |               |               |               |               |               |
| Skiff (v)              | S             | H             |               | KF            |               | HF            | Goud          |               | 1             |
| Lichte dubbel-twee (v) |               | S             |               | H             |               | HF            |               | Goud          | 1             |
| Dubbel-twee (v)        |               |               | S             | H             |               |               | Goud          |               | 1             |
| Twee-zonder (v         | S             |               | H             |               | Goud          |               |               |               | 1             |
| Dubbel-vier (v)        | S             |               | H             |               | Goud          |               |               |               | 1             |
| Acht (v)               |               | S             |               |               |               | Goud          |               |               | 1             |
| Totaal                 |               |               |               |               | 3             | 3             | 5             | 3             | 14            |

## Medailles

### Mannen
| Onderdeel          | Goud | Goud | Zilver | Zilver | Brons | Brons |
| ------------------ | ---- | --- | ------ | --- | ----- | --- |
| Skiff              | NZL  | Mahe Drysdale | CZE    | Ondřej Synek | GBR   | Alan Campbell |
| Lichte dubbel-twee | DEN  | Rasmus Quist Mads Rasmussen | GBR    | Mark Hunter Zac Purchase | NZL   | Peter Taylor Storm Uru |
| Dubbel-twee        | NZL  | Nathan Cohen Joseph Sullivan | ITA    | Romano Battisti Alessio Sartori                                                                                                | SLO   | Iztok Cop Luka Spik |
| Twee-zonder        | NZL  | Hamish Bond Eric Murray | FRA    | Germain Chardin Dorian Mortelette                                                                                              | GBR   | George Nash William Satch |
| Dubbel-vier        | GER  | Tim Grohmann Lauritz Schoof Karl Schulze Philipp Wende                                                                                    | CRO    | Damir Martin David Šain Martin Sinković Valent Sinković                                                                        | AUS   | Karsten Forsterling James McRae Chris Morgan Daniel Noonan                                                                        |
| Lichte vier-zonder | RSA  | Matthew Brittain Sizwe Ndlovu John Smith James Thompson                                                                                   | GBR    | Chris Bartley Richard Chambers Peter Chambers Rob Williams                                                                     | DEN   | Jacob Barsoe Eskild Ebbesen Morten Jørgensen Kasper Winther                                                                       |
| Vier-zonder        | GBR  | Alex Gregory Tom James Pete Reed Andrew Triggs-Hodge                                                                                      | AUS    | James Chapman Joshua Dunkley-Smith Drew Ginn William Lockwood                                                                  | USA   | Charlie Cole Scott Gault Glenn Ochal Henrik Rummel                                                                                |
| Acht               | GER  | Filip Adamski Eric Johannesen Andreas Kuffner Florian Mennigen Lukas Müller Maximilian Reinelt Martin Sauer Richard Schmidt Kristof Wilke | CAN    | Gabriel Bergen Jeremiah Brown Andrew Byrnes Will Crothers Douglas Csima Robert Gibson Malcolm Howard Conlin McCabe Brian Price | GBR   | Richard Egington James Foad Phelan Hill Matt Langridge Constantine Louloudis Alex Partridge Tom Ransley Greg Searle Mohamed Sbihi |

### Vrouwen
| Onderdeel          | Goud | Goud | Zilver | Zilver | Brons | Brons |
| ------------------ | ---- | --- | ------ | --- | ----- | --- |
| Skiff              | CZE  | Miroslava Knapková | DEN    | Fie Udby Erichsen | AUS   | Kim Crow |
| Lichte dubbel-twee | GBR  | Katherine Copeland Sophie Hosking                                                                                         | CHN    | Dongxiang Xu Wenyi Huang | GRE   | Christina Giazitzidou Alexandra Tsiavou |
| Dubbel-twee        | GBR  | Katherine Grainger Anna Watkins                                                                                           | AUS    | Kim Crow Brooke Pratley | POL   | Magdalena Fularczyk Julia Michalska |
| Twee-zonder        | GBR  | Helen Glover Heather Stanning                                                                                             | AUS    | Kate Hornsey Sarah Tait | NZL   | Juliette Haigh Rebecca Scown |
| Dubbel-vier        | UKR  | Jana Dementjeva Natalija Dovhodko Anastasija Kozjenkova Kateryna Tarasenko                                                | GER    | Carina Bär Britta Oppelt Julia Richter Annekatrin Thiele                                                                                        | USA   | Natalie Dell Megan Kalmoe Kara Kohler Adrienne Martelli |
| Acht               | USA  | Erin Cafaro Caryn Davies Susan Francia Caroline Lind Esther Lofgren Elle Logan Meghan Musnicki Taylor Ritzel Mary Whipple | CAN    | Ashley Brzozowicz Janine Hanson Krista Guloien Darcy Marquardt Natalie Mastracci Andréanne Morin Cristy Nurse Lesley Thompson Rachelle Viinberg | NED   | Chantal Achterberg Claudia Belderbos Carline Bouw Sytske de Groot Annemiek de Haan Nienke Kingma Roline Repelaer van Driel Jacobine Veenhoven Anne Schellekens |

### Medaillespiegel
| Plaats | Land             | NOC    | Goud | Zilver | Brons | Totaal |
| ------ | ---------------- | ------ | ---- | ------ | ----- | ------ |
| 1      | Groot-Brittannië | GBR    | 4    | 2      | 3     | 9      |
| 2      | Nieuw-Zeeland    | NZL    | 3    | 0      | 2     | 5      |
| 3      | Duitsland        | GER    | 2    | 1      | 0     | 3      |
| 4      | Denemarken       | DEN    | 1    | 1      | 1     | 3      |
| 5      | Tsjechië         | CZE    | 1    | 1      | 0     | 2      |
| 6      | Verenigde Staten | USA    | 1    | 0      | 2     | 3      |
| 7      | Oekraïne         | UKR    | 1    | 0      | 0     | 1      |
| 7      | Zuid-Afrika      | RSA    | 1    | 0      | 0     | 1      |
| 9      | Australië        | AUS    | 0    | 3      | 2     | 5      |
| 10     | Canada           | CAN    | 0    | 2      | 0     | 2      |
| 11     | China            | CHN    | 0    | 1      | 0     | 1      |
| 11     | Frankrijk        | FRA    | 0    | 1      | 0     | 1      |
| 11     | Italië           | ITA    | 0    | 1      | 0     | 1      |
| 11     | Kroatië          | CRO    | 0    | 1      | 0     | 1      |
| 15     | Griekenland      | GRE    | 0    | 0      | 1     | 1      |
| 15     | Nederland        | NED    | 0    | 0      | 1     | 1      |
| 15     | Polen            | POL    | 0    | 0      | 1     | 1      |
| 15     | Slovenië         | SLO    | 0    | 0      | 1     | 1      |
| Totaal | Totaal           | Totaal | 14   | 14     | 14    | 42     |